# Varissaari
Varissaari est une île fortifiée dans le golfe de Finlande à Kotka en Finlande. L'île abrite le fort Élisabeth qui est une composante de la forteresse maritime de Ruotsinsalmi.
Le fort a été nommé en l'honneur de la tsarine Élisabeth Ire de Russie.

## Le Fort Élisabeth

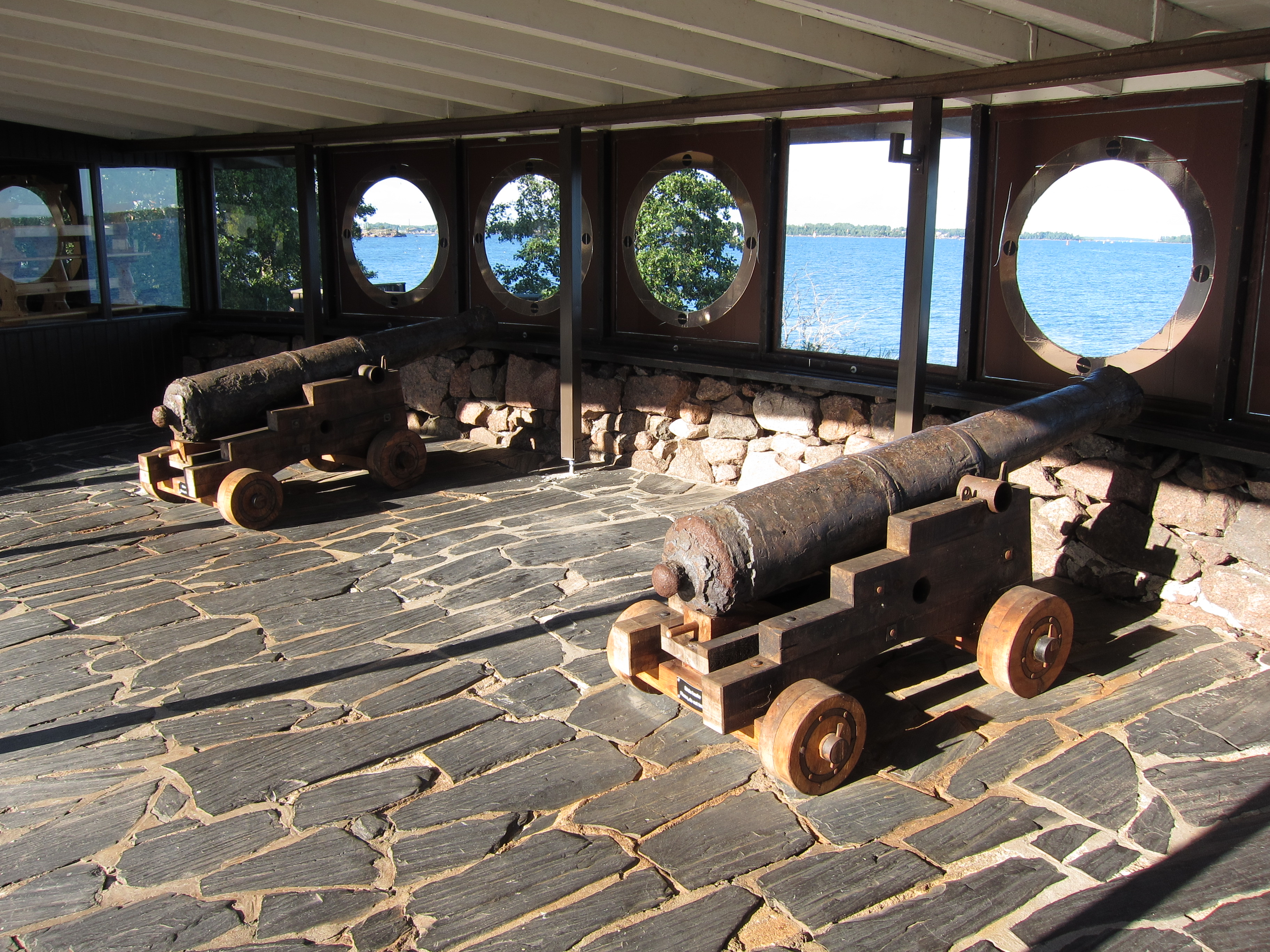
Canons dans le bâtiment de restauration.

Le fort Élisabeth et le fort Slava servaient à protéger l'ouest et le sud des voies de navigation passant par Ruotsinsalmi. Le fort est construit en 1790–1796 sur les deux petites îles de varissaari.
On construit un chemin fortifié par un mur sur le détroit peu profond séparant les deux îles.
Par la suite le détroit est entièrement comblé. Le fort perd de son importance après la guerre de Finlande et il est bombardé par les flottes franco-britanniques en 1855 pendant la guerre de Crimée.
Pendant la Seconde Guerre mondiale une batterie antiaériene est installée sur l'île.
En mémoire de cette époque, on a apporté sur l'île des canons antiaériens et des canons anti-char même si ces armes n'ont pas été utilisées dans l'île.
En 1940, on érige à l'extrémité orientale de l'île un mémorial conçu par Henrik Bruun pour la seconde bataille de Svensksund.

## Bâtiments et structures

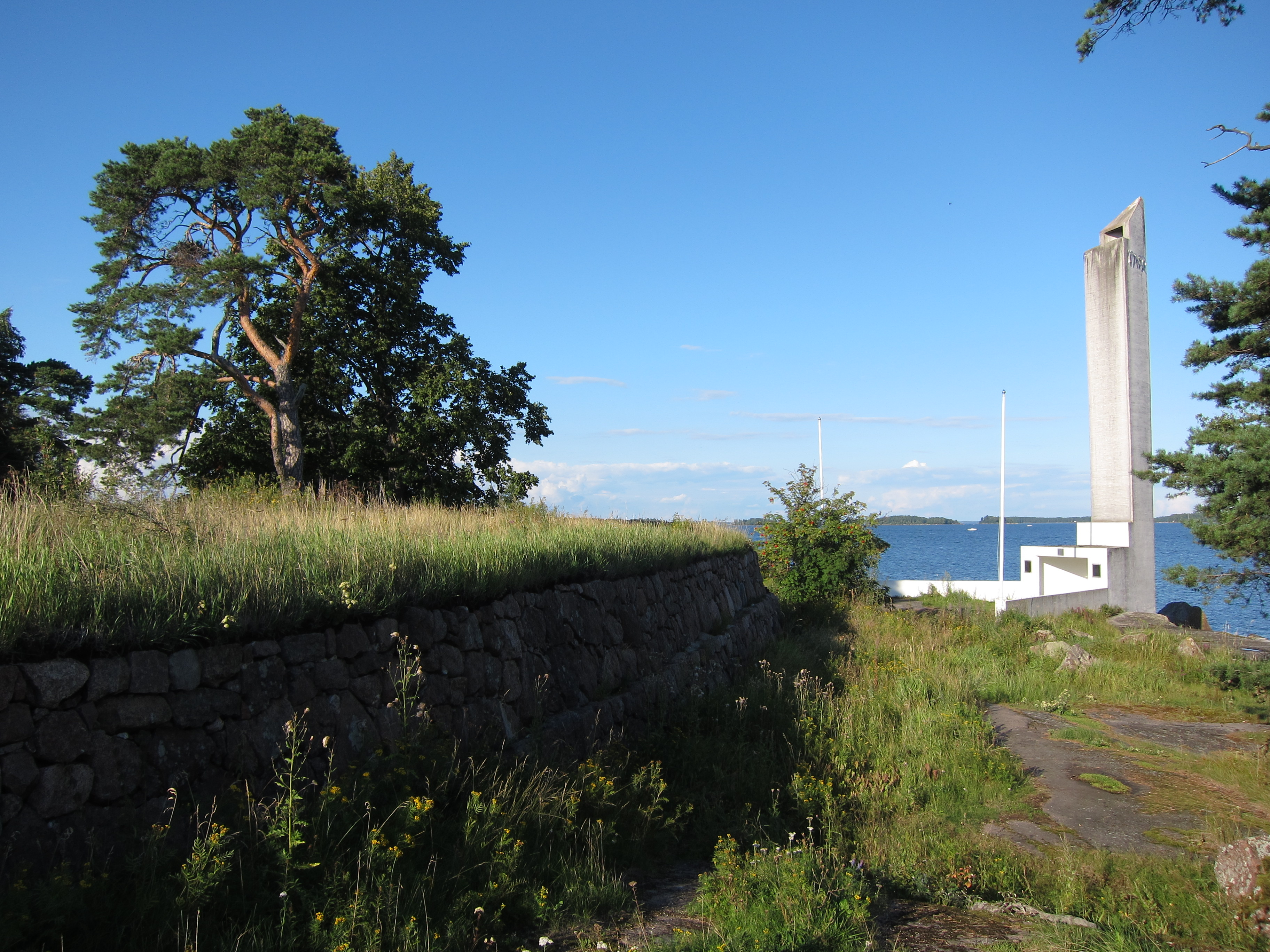
Murailles du fort et le mémorial mémorial de Henrik Bruun La seconde bataille de Svensksund.

Le fort Elisabeth a une forme irrégulière qui suit le contour des plages.
Dans les murailles du fort il y a deux structures semi-circulaires et deux structures polyédriques.
À l'extrémité nord de l'île il y avait bâtiment de caserne d'un étage qui a été détruit dans les années 1820, il n'en reste que les fondations.
La poudrière était située au nord-ouest de l'île à l'abri des murailles et des rochers et il n'en reste que des ruines.
Il reste les fondations des autres bâtiments guérites, four à boules de canon, remise de matériel.
À la place de la remise de matériel il y a de nos jours un entrepôt et un bâtiment d'exposition où l'on peut voir des canons et des pièces en bois venant de navires coulés pendant la première (en) et la seconde bataille de Svensksund.
Au tournant des XIXe et XXe siècles un yacht club se trouvait dans l'un des bâtiments en demi-cercle.
Le quai principal de l'île est situé dans la partie nord-ouest. Dans le bâtiment nord en demi-cercle il y a actuellement un restaurant.

## Transports
Un accès par traversier est ouvert du 19 mai au 18 août.